# Флоссенбюрг
Флоссенбюрг (нім. Flossenbürg) — громада в Німеччині, розташована в землі Баварія. Підпорядковується адміністративному округу Верхній Пфальц. Входить до складу району Нойштадт-ан-дер-Вальднааб.
Площа — 23,26 км2. Населення становить 1473 ос. (станом на 31 грудня 2020).